# Краньче
Краньче (словен. Kranjče) — поселення в общині Церкниця, Регіон Нотрансько-крашка, Словенія. Висота над рівнем моря: 750,3 м.